# 金管局資訊中心

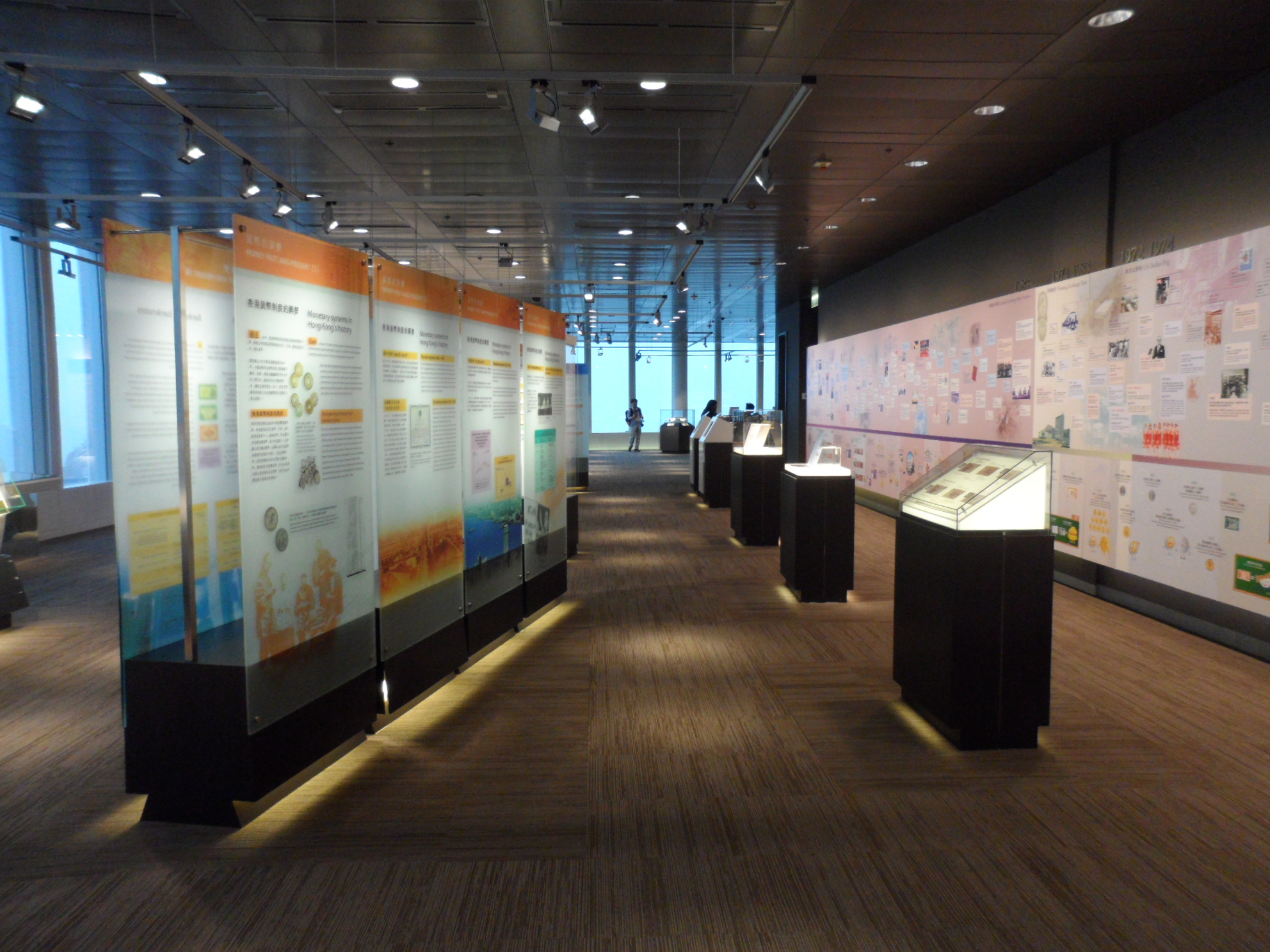
金管局資訊中心展覽館

金管局資訊中心（英語：The HKMA Information Centre）位於香港中環金融街8號國際金融中心二期55樓，於2003年12月1日啟用，中心主要介紹香港金融管理局的工作，並收藏中央銀行和相關的書籍、期刊及其他文獻，是供金管局職員使用，亦免費開放給公眾人士參觀及使用。
2011年中华人民共和国国务院副总理李克強訪問香港，亦有參觀金管局資訊中心的展覽館，並聽取介紹有關維持貨幣及銀行體系穩定的工作。而較早前国务院港澳事务办公室主任王光亚訪港行程亦有到金管局資訊中心展覽館參觀。

## 設施

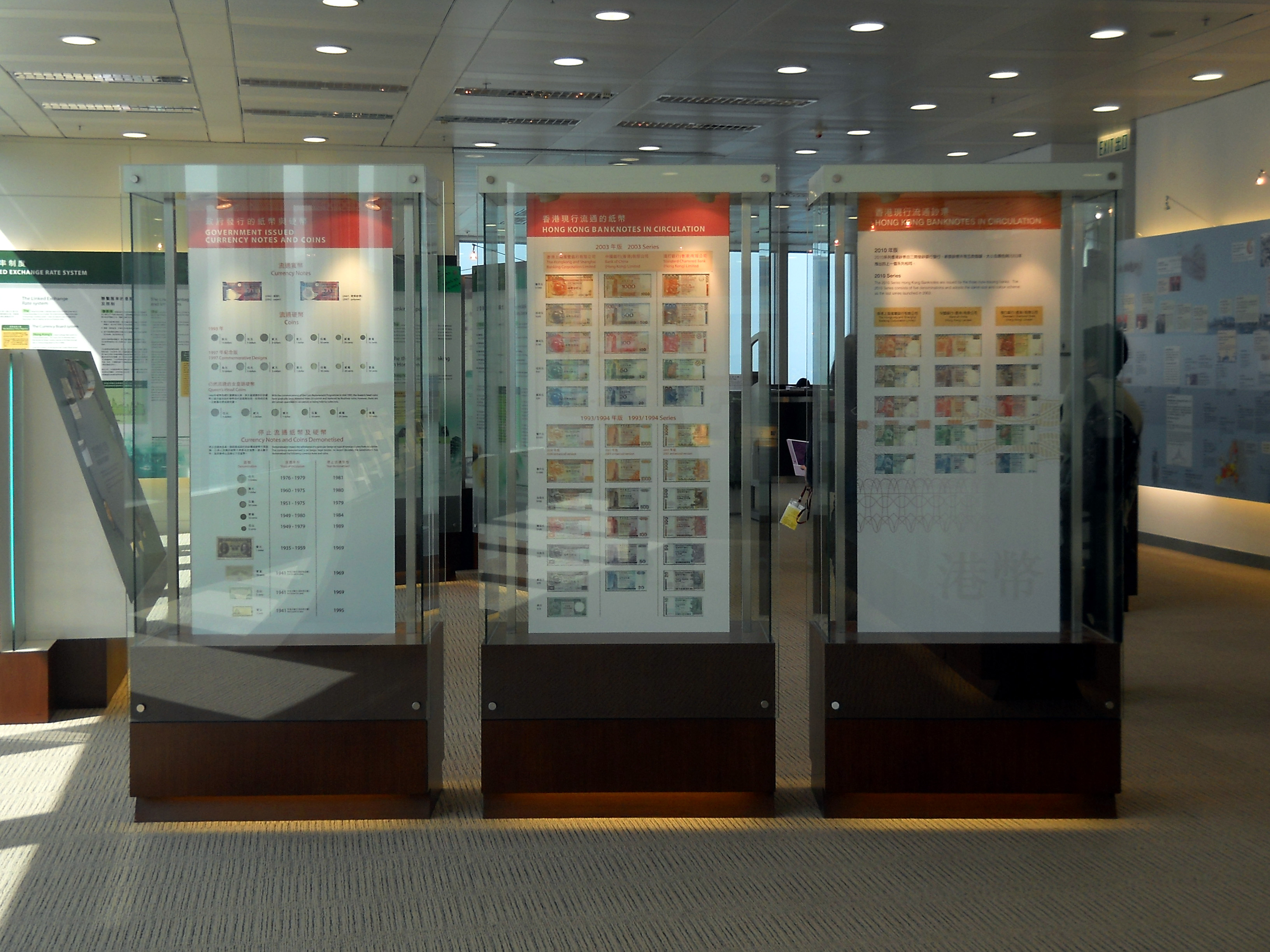
香港發行的紙幣及硬幣

資訊中心分為展覽館及圖書館兩部分。

### 展覽館
展覽館分為四大部分：
1. 香港貨幣：追溯香港貨幣及銀行體系的發展；
2. 政策：闡述金管局的工作；
3. 專題：介紹一些熱門的金融課題；
4. 歷史長廊：位於展覽館的牆身，介紹以香港貨幣及銀行發展史為主的資料。

### 圖書館
圖書館收藏包括金管局刊物，香港貨幣、銀行與金融事務的書籍與期刊，以及與全球各地中央銀行及多邊組織的刊物，並根據《銀行業條例》第20條備存有關香港認可機構的電子化紀錄冊，另收藏負責對香港和亞洲貨幣政策、銀行及金融業進行研究的香港金融研究中心的藏品。
圖書館的書籍及藏品不設外借服務，但設有收取基本費用的影印機服務，亦設打印機作免費打印香港銀行查册資料之用。另圖書館櫃位可供選購金管局各種刊物及紀念品。

## 導賞服務
資訊中心展覽館於週一至週六，每天為一般訪客提供一節約30分鐘的導賞服務；同時亦為學校、大專院校及非牟利組織提供預約團體導賞服務。導賞服務由資訊中心職員及從香港各大學招聘的學生大使擔任講解。

## 外部連結
- 官方網站 （页面存档备份，存于）